# Atauri
Atauri est un village ou commune faisant partie de la municipalité d'Arraia-Maeztu dans la province d'Alava dans la Communauté autonome basque.